# Niederscheyern
Niederscheyern ist ein Kirchdorf und eine ehemals selbstständige Gemeinde und seit der Gemeindegebietsreform 1978 ein Stadtteil von Pfaffenhofen an der Ilm im oberbayerischen Landkreis Pfaffenhofen an der Ilm.

## Geographie
Niederscheyern grenzt direkt im Südwesten an die oberbayerische Kreisstadt und ist der größte Ortsteil.

## Geschichte

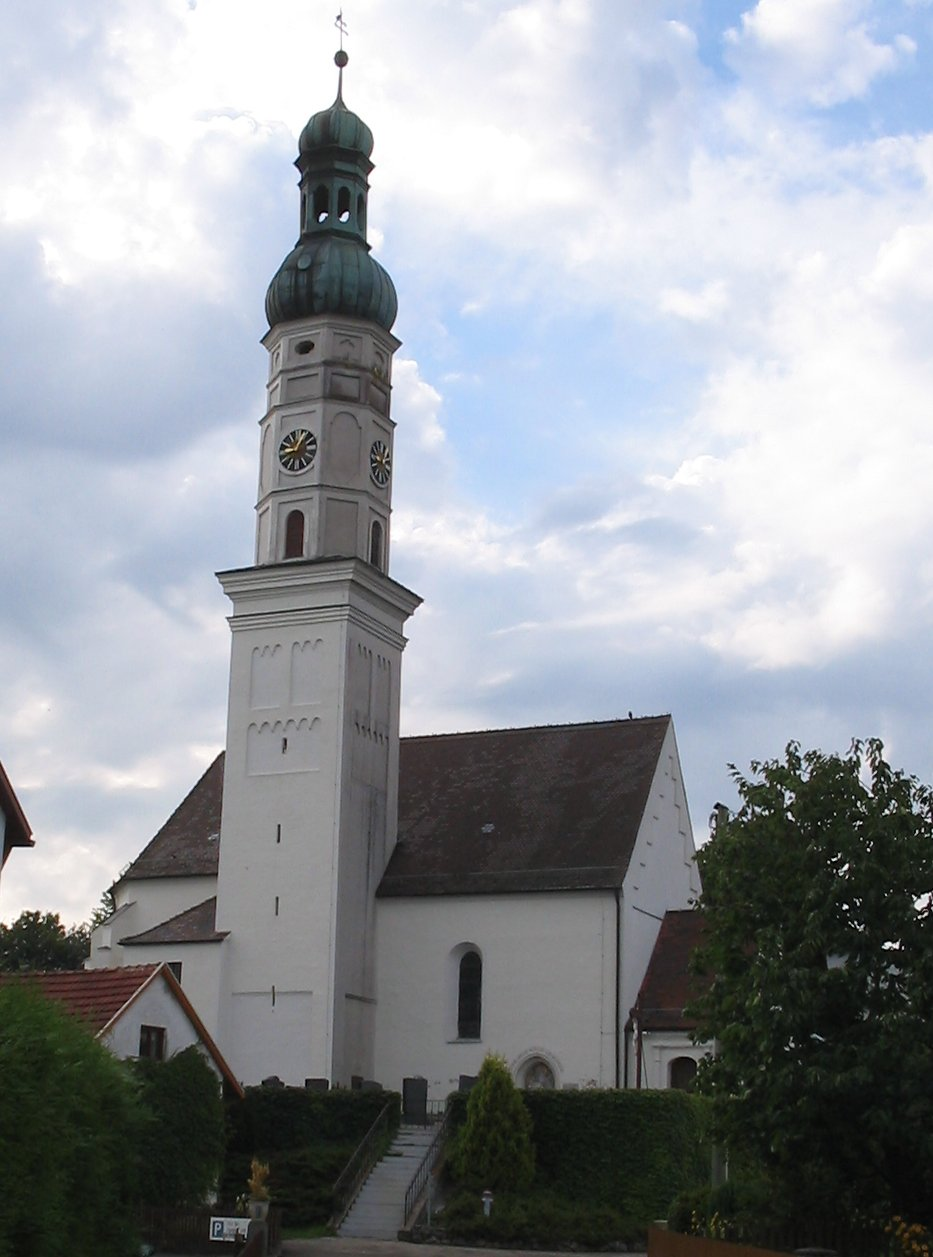
Maria Verkündigung

Obwohl Niederscheyern selbstständige Gemeinde war, ist seine Geschichte eng mit der des Klosters Scheyern verbunden. Entgegen den Vorstellungen vieler wurde durch alte Bücher des Klosters Scheyern bestätigt, dass der Ort Niederscheyern älter ist als Scheyern selbst.
In früheren Jahrhunderten war Niederscheyern Ziel zahlreicher Wallfahrten. Anfang des 16. Jahrhunderts wurde in der Kirche eine lebensgroße Muttergottes-Statue aufgestellt, der man bald wundertätige Kräfte zuschrieb. Für die Zeit von 1635 bis zum Jahr 1804 finden sich um die 16.000 Eintragungen zu Gebetserhörungen in zehn Mirakelbüchern. Zur Pfarrei Scheyern zählen heute etwa 3500 Katholiken und in der inzwischen zur Kuratie erhobenen Filiale Niederscheyern etwa 1500.
Am 1. Mai 1978 wurde Niederscheyern mit seinen Ortsteilen – dem Weiler Radlhöfe und der Einöde Höflmaier – in die Kreisstadt Pfaffenhofen an der Ilm eingegliedert. Das Neubaugebiet Radlhöfe gehört ebenfalls zum Ortsteil Niederscheyern.
Der Gemeindeteil Plöcking wechselte bereits zum 1. Januar 1964 zur Gemeinde Scheyern.

## Sehenswürdigkeiten
Die Kuratiekirche Mariä Verkündigung besitzt einen Chor aus dem Jahr 1433, das Langhaus stammt aus dem 17. Jahrhundert und ist in seiner heutigen Form seit 1752 unverändert.

## Bildung und Freizeit
- Städtischer Kindergarten Maria Rast
- Grundschule mit Dreifachturnhalle, 20 Lehrkräfte und 359 Schüler (Schuljahr 2019/2020)[5]
- So genannter „Bachlehrpfad“